# Elythranthera intermedia
Elythranthera intermedia är en orkidéart som först beskrevs av Robert Desmond David Fitzgerald, och fick sitt nu gällande namn av Mark Alwin Clements. Elythranthera intermedia ingår i släktet Elythranthera och familjen orkidéer. Inga underarter finns listade i Catalogue of Life.